# Hajim al-Hassani
Pour les articles homonymes, voir Hassani.
Hajim al-Hassani (né en 1954 à Kirkouk) est un homme politique irakien.
Ministre de l'Industrie sous le gouvernement intérimaire, il était ensuite le président de l'Assemblée nationale sous le gouvernement de transition.
En tant que sunnite arabe modéré et plutôt considéré comme un outsider, du fait qu'il a passé la plus grande partie de sa vie aux États-Unis, il a été choisi comme candidat de compromis pour cette place de président, après des semaines de non-communication entre les partis politiques irakiens. Autrefois membre du Parti islamique irakien en exil, il a quitté ce parti lors d'un différend entre le gouvernement intérimaire de Iyad Allaoui et le PII, tenant plutôt son poste de Ministre de l'Industrie.

## Biographie
Né à Kirkuk, Hassani a fréquenté l'Université de Mossoul et s'est exilé aux États-Unis en 1979. Il y a étudié dans l'Université du Nebraska et l'Université du Connecticut et a passé 12 années à travailler pour une société de commerce et d'investissement à Los Angeles. Pendant son séjour aux États-Unis, il s'est impliqué dans l'opposition au régime de Saddam Hussein, membre actif du Parti islamique irakien (PII).
Retourné en Iraq après l'invasion par les États-Unis en 2003, il a collaboré avec le Conseil de gouvernement irakien qui travaillait sous l'Autorité alliée provisoire. Quand le PII déployait son influence dans la province dangereuse d'Anbâr, Hassani fut des négociateurs avec les insurgés de Fallujah en 2004.
Sous le gouvernement intérimaire d'Iyad Allaoui, formé en 2004, Hassani a été nommé ministre de l'Industrie. Au moment de la répression des américains contre Fallujah, il a choisi de rester dans le gouvernement, s'exposant à la colère de nombreux musulmans sunnites ; quand le PII s'est désolidarisé du gouvernement, il a abandonné le parti.
Il a alors rejoint la coalition Les Irakiens du président intérimaire Ghazi al-Yaouar en vue des élections de janvier 2005. Après l'élection, la place de président (speaker) devait revenir à un arabe sunnite, et al-Hassani, fut celui des deux candidats qui obtint le plus grand consensus de partis.